# Smażony ser

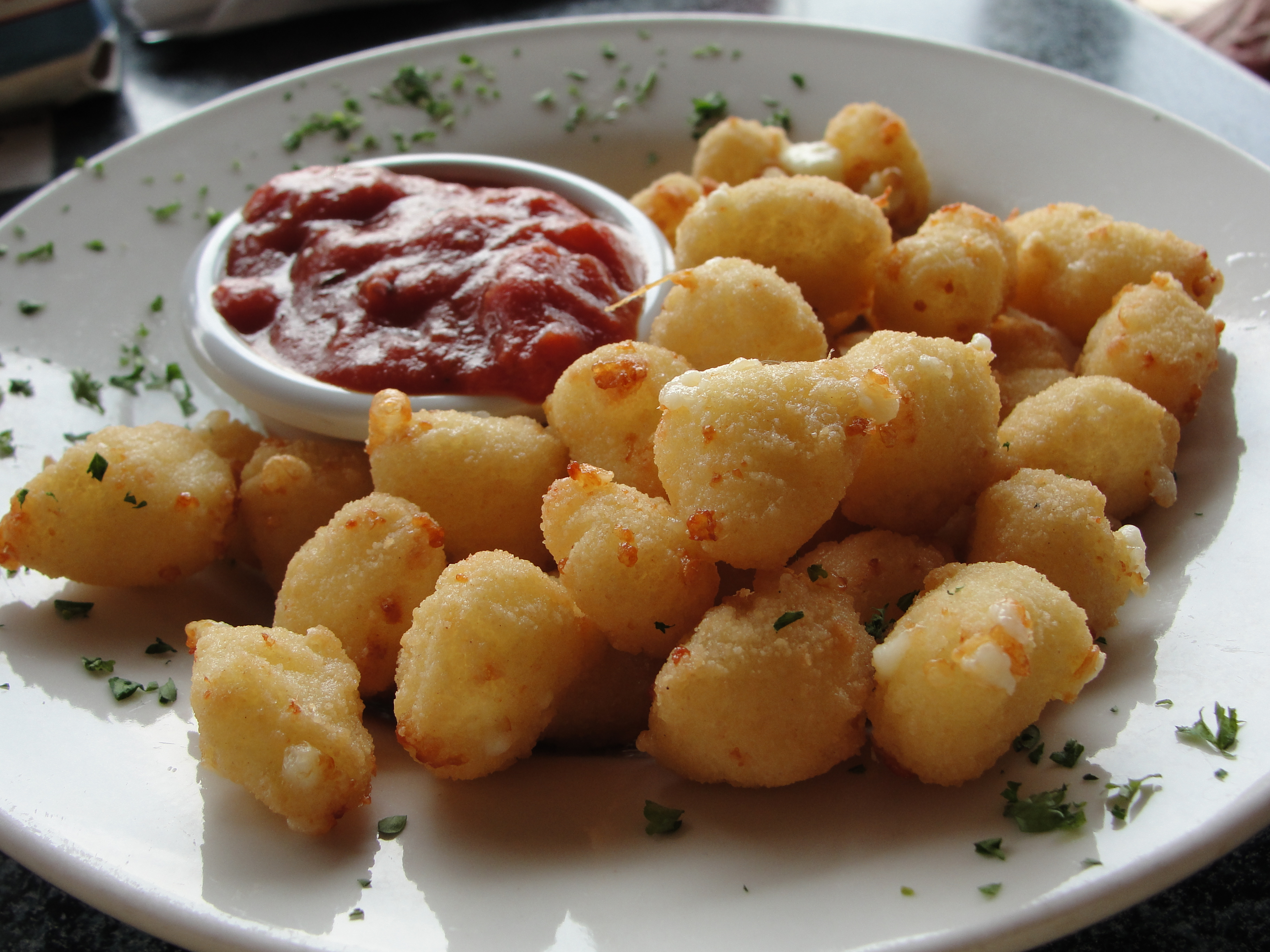
Smażony twaróg serowy

Smażony ser – danie przygotowane z sera smażonego na oleju. Smażony ser można przed smażeniem maczać w cieście, a smażyć na patelni lub w głębokim tłuszczu. Może być podawany jako przystawka lub przekąska. Jest popularny w Brazylii i Dominikanie, a jako danie śniadaniowe podaje się je w Cyprze, Grecji, Libanie, Syrii i Turcji. W Hiszpanii podawany jako tapas gdzie smażone kulki serowe określane są jako delicias de queso. To także danie kuchni włoskiej. Jest zazwyczaj podawany na gorąco, zaraz po przygotowaniu. Może być serwowany z dipem lub polany dressingiem.